# Tasa de fecundidad general
La Tasa de Fecundidad General, en demografía,  es una de las medidas de la fecundidad referida a la fecundación o relación que existe entre el número de nacimientos ocurrido en un cierto periodo de tiempo y la cantidad de población en edad fértil en el mismo periodo. El lapso es casi siempre un año, y se expresa como el número de nacimientos por cada mil mujeres en edad fértil habitantes en un año.

## Fórmula de la tasa de fecundidad general
La fórmula de la tasa de fecundidad general es:
{\displaystyle TFG={B \over 49{\mbox{NF}}15}*1000}
Donde:
TFG:Tasa de fecundidad general
B: Número total de nacimientos
49NF15: Población femenina en edad fértil (15-49 años)
Es mucho más exacta para medir y comparar la fecundidad entre países que la tasa bruta de natalidad, pues considera los factores de estructura por sexo y edad que afectan de manera importante a la tasa bruta.